# David Shutrick
David Henning Shutrick, född 18 april 1965 i Längbro, är en svensk sångare, musiker och låtskrivare som hade en solokarriär under 1990-talet.
Mycket känd blev han för sina singlar "Sambos på försök" och "Container". Han har även skrivit låtar som "Finland", "Hon säger hon är bakfull", "Stinsen", "Faller" och "15 min". 
Shutrick har skrivit musik för Sveriges Televisions barnprogram, främst åt figurerna Mago och Lillbobs i Björnes magasin. Han har även skrivit texten till "Hål" på Bo Kaspers Orkesters album "Söndag i sängen" från 1993. Tillsammans med Bo Kaspers skrev Shutrick texten till "Vi kommer aldrig att dö" på Bo Kaspers Orkesters album Amerika från 1996. Han skrev även låten "Newfound lover" till filmen Smala Sussie 2003.
Shutrick spelade 1998 i gruppen Selfish tillsammans med Lina Englund och Johan Lindström. Gruppen gav endast ut ett album, Wanting You Would Be. År 2005 startade Shutrick och Mija Folkesson gruppen Orkesterpop, som gör barnmusik.

## Diskografi
- 1991 – Sambos på försök
- 1992 – Finland
- 1994 – Hobby
- 1996 – David
- 1998 – Mona och Mastiff
- 1998 – Selfish - Wanting You Would Be
- 2001 – Bäst av Shutrick
- 2009 – Orkesterpop - Räkna med skägg
- 2010 – Orkesterpop - Stava med skägg
- 2011 – Orkesterpop - Mäta med skägg
- 2014 – Nya plåster och nya sår
- 2019 – En åldrande befolkning med Peter Morén